# Matériel roulant de la SNCB
 (mars 2019).

Logo de la SNCB

Liste du matériel roulant de la Société nationale des chemins de fer belges (SNCB)
La SNCB fut créée en 1926. On reprend ici les machines appartenant ou ayant appartenu à cette société et non celles des sociétés qui l'ont précédé (compagnies privées et Compagnie des Chemins de fer de l’État belge à laquelle la SNCB a succédé à la suite de l'absorption des opérateurs privés) et des opérateurs privés apparus depuis la libéralisation du trafic marchandises en 2005.
Abréviations utilisées (jargon découlant du codage télégraphique des chemins de fer belges) :
- AM : Automotrice électrique
- AR : Autorail
- HG : Wagon
- HL : Locomotive
- HLE : Locomotive électrique
- HLD: Locomotive diesel
- HLR : Locomotive de manœuvre
- HLV : Locomotive à vapeur
- HV : Voiture
- HVR : Voiture-pilote

## Autobus
| Illustration | Modèle / type                        | Nombre | Numéros   | En service | Hors service |
| ------------ | ------------------------------------ | ------ | --------- | ---------- | ------------ |
|              | Brossel A88 DLH / Jonckheere         | 17     | 8001-8017 | 1952       | 1959         |
|              | Van Hool Cityliner (Brossel A93 DAR) | 16     | 8051-8066 | 1954       | 1959         |

## Automotrices

### Désserve voyageurs
| Photographie | Série | Nombre de voitures | Construction            | Effectif | Puissance | Vitesse maximale | Commentaire                                                                                     |
| ------------ | ----- | ------------------ | ----------------------- | -------- | --------- | ---------------- | ----------------------------------------------------------------------------------------------- |
|              | AM 75 | 4                  | BN/ACEC (1975-1979)     | 44       | 1360 kW   | 140 km/h         | Elles sont appelées AM "Quadruple" car elles sont composées de quatre éléments.                 |
|              | AM 80 | 3                  | BN/ACEC (1980-1983)     | 140      | 1400 kW   | 160 km/h         | Elles sont appelées AM "Break".                                                                 |
|              | AM 86 | 2                  | BN/ACEC (1986)          | 50       | 770 kW    | 120 km/h         | Aussi appelé : AM "Sprinter", "Aquarium" ou "Mignon"                                            |
|              | AM 96 | 3                  | BN/ACEC (1996-1997)     | 120      | 1400 kW   | 160 km/h         | 50 automotrices bi-tension 3 kV= – 25 kV~ (441-490) et 70 automotrices 3 kV= (501-570)          |
|              | AM 08 | 3                  | Siemens AG (2009 -2015) | 300      | 2200 kW   | 160 km/h         | 210 automotrices 3 kV= (08001-08210) et 95 automotrices bi-tension 3 kV= – 25 kV~ (08501-08595) |
|              | AM30  |                    | (prévu 2029-)           |          |           | 160 km/h         |                                                                                                 |

| Photographie | Série    | Type              | Nbre de Voitures | Construction | Nombre d'AM construit | Puissance | Vitesse Maximale | Commentaire | Année de construction             | Retrait | Préservation             | Surnom                                |
| ------------ | -------- | ----------------- | ---------------- | --- | --------------------- | --------- | ---------------- | --- | --------------------------------- | ------- | ------------------------ | ------------------------------------- |
|              | 00       | AM 35             | 2, 4 ou 6        | La Brugeoise, Nicaise et Delcuve et ACEC | 12                    | 968 kW    | 120 km/h         | Premiers trains électriques de la SNCB | 1935                              | 1967    | 2 ? et 012 à Train World |                                       |
|              |          | AM 39             | 2                | | 8                     | 840 kW    | 130 km/h         | | 1939                              | 1978    | 1                        | Elles sont appelées " AM Classiques " |
|              |          | AM 46 (prototype) | 2                | | 1                     | 830 kW    | 140 km/h         | | 1946                              | 1978    |                          | Elles sont appelées " AM Classiques " |
|              | 00(2)    | AM 50             | 2                | La Brugeoise, Nicaise et Delcuve ACEC / SEM | 25                    | 735 kW    | 130 km/h         | | 1950                              | 1995    |                          | Elles sont appelées " AM Classiques " |
|              |          | AM 51 (prototype) | 2                | AC Malines ACEC / SEM | 1                     |           | 130 km/h         | | 1951                              | 1978    |                          | Elles sont appelées " AM Classiques " |
|              | 00(2)    | AM 53 As          | 2                | SA Énergie Marcinelle ACEC / SEM | 10                    | 735 kW    | 130 km/h         | | 1953                              | 1995    | 1                        | Elles sont appelées " AM Classiques " |
|              | 00(2)    | AM 53 Ma          | 2                | SA Énergie Marcinelle Ercole Marelli | 5                     | 795 kW    | 130 km/h         | | 1953                              | 1995    |                          | Elles sont appelées " AM Classiques " |
|              | 00(1)    | AM 54             | 2                | La Brugeoise, Nicaise et Delcuve / Ragheno / Germain et Familleureux ACEC / SEM                                                                                      | 79                    | 735 kW    | 130 km/h         | | 1954                              | 1995    |                          | Elles sont appelées " AM Classiques " |
|              | 00(1)    | AM 55             | 2                | Ateliers de la Dyle / Anglo-Franco-Belge / Usines et Fonderies de Haine St Pierre ACEC / SEM                                                                         | 38                    | 735 kW    | 130 km/h         | | 1955                              | 1995    |                          | Elles sont appelées " AM Classiques " |
|              | 00(1)    | AM 56 (Inox)      | 2                | La Brugeoise, Nicaise et Delcuve ACEC / SEM | 22                    | 735 kW    | 130 km/h         | | 1956                              | 2000    |                          | Elles sont appelées " AM Classiques " |
|              | 00(3)    | AM62              | 2                | La Brugeoise et Nivelles / Ragheno / Ateliers Germain / Ateliers belges réunis / Les Usines de Braine-LeComte / AC Malines Constructions Ferroviaires du Centre ACEC | 60                    | 735 kW    | 130 km/h         | | 1962                              | 2013    |                          | Elles sont appelées " AM Classiques " |
|              | 00(3)    | AM63              | 2                | La Brugeoise et Nivelles / Ragheno / Ateliers Germain / Ateliers belges réunis / Les Usines de Braine-LeComte / AC Malines Constructions Ferroviaires du Centre ACEC | 40                    | 735 kW    | 130 km/h         | | 1963                              | 2013    |                          | Elles sont appelées " AM Classiques " |
|              | 00(3)    | AM65              | 2                | La Brugeoise et Nivelles / Ragheno / Ateliers Germain / Ateliers belges réunis / Les Usines de Braine-LeComte / AC Malines Constructions Ferroviaires du Centre ACEC | 20                    | 735 kW    | 130 km/h         | les 251 à 270 ont des doubles phares disposés horizontalement tandis que les 151 à 250 seront reconstruites avec un arrangement de phares verticaux | 1965                              | 2013    |                          | Elles sont appelées " AM Classiques " |
|              | 05       | AM66              | 2                | La Brugeoise et Nivelles / Ragheno / Ateliers Germain / Ateliers belges réunis / Les Usines de Braine-LeComte / AC Malines Constructions Ferroviaires du Centre ACEC | 40                    | 770 kW    | 140 km/h         | | 1966                              | 2024    |                          | Elles sont appelées " AM Classiques " |
|              | 05       | AM70JH            | 2                | La Brugeoise et Nivelles / Ragheno / Ateliers Germain / Ateliers belges réunis / Les Usines de Braine-LeComte / AC Malines Constructions Ferroviaires du Centre ACEC | 24                    | 770 kW    | 140 km/h         | | 1970                              | 2024    | 1                        | Elles sont appelées " AM Classiques " |
|              | 05       | AM70Airport       | 2                | La Brugeoise et Nivelles / Ragheno / Ateliers Germain / Ateliers belges réunis / Les Usines de Braine-LeComte / AC Malines Constructions Ferroviaires du Centre ACEC | 6                     | 770 kW    | 140 km/h         | | 1970                              | 2013    | 1                        | Elles sont appelées " AM Classiques " |
|              | 06       | AM70TH            | 2                | La Brugeoise et Nivelles / Ragheno / Ateliers Germain / Ateliers belges réunis / Les Usines de Braine-LeComte / AC Malines Constructions Ferroviaires du Centre ACEC | 12                    | 770 kW    | 140 km/h         | | 1971                              | 2024    |                          | Elles sont appelées " AM Classiques " |
|              | 06       | AM73              | 2                | La Brugeoise et Nivelles / Ragheno / Ateliers Germain / Ateliers belges réunis / Les Usines de Braine-LeComte / AC Malines Constructions Ferroviaires du Centre ACEC | 30                    | 770 kW    | 140 km/h         | | 1973                              | 2024    |                          | Elles sont appelées " AM Classiques " |
|              | 06       | AM74              | 2                | La Brugeoise et Nivelles / Ragheno / Ateliers Germain / Ateliers belges réunis / Les Usines de Braine-LeComte / AC Malines Constructions Ferroviaires du Centre ACEC | 24                    | 770 kW    | 140 km/h         | | 1974                              | 2024    |                          | Elles sont appelées " AM Classiques " |
|              | 06       | AM78              | 2                | La Brugeoise et Nivelles / Ragheno / Ateliers Germain / Ateliers belges réunis / Les Usines de Braine-LeComte / AC Malines Constructions Ferroviaires du Centre ACEC | 26                    | 770 kW    | 140 km/h         | | 1979-80                           | 2024    |                          | Elles sont appelées " AM Classiques " |
|              | 06       | AM79              | 2                | La Brugeoise et Nivelles / Ragheno / Ateliers Germain / Ateliers belges réunis / Les Usines de Braine-LeComte / AC Malines Constructions Ferroviaires du Centre ACEC | 26                    | 770 kW    | 140 km/h         | | 1980-81                           | 2024    |                          | Elles sont appelées " AM Classiques " |
|              | Cityrail | AM " Cityrail"    | 2                | La Brugeoise et Nivelles / Ragheno / Ateliers Germain / Ateliers belges réunis / Les Usines de Braine-LeComte / AC Malines Constructions Ferroviaires du Centre ACEC | 40                    | 770 kW    | 140 km/h         | 40 automotrices de Série 06 modernisées: - 11 AM 70 Th (665-676, sauf 672) - 7 AM 73 (677-683) - 22 AM 74 (707-730, sauf les 709 et 716)            | 1971-1974 modernisation 2006-2008 | 2024    |                          | Elles sont appelées " AM Classiques " |

### Automotrices postales
Des engins issus de deux séries d'automotrices pour le transport de voyageurs ont été - a la demande de l'administration de la poste (devenue entretemps "La poste" puis "B-Post"- converties en automotrices postales.
Ce trafic a été abandonné en 2003, B-Post - devenue une société anonyme de droit public - ayant fait le choix du "tout à la route" en raison du coût moindre de cette option,
ce qui induit également le déplacement des centres de tri à proximité des infrastructures autoroutières plutôt qu'à proximité des grandes gares comme c'était le cas jusqu'à alors.
| Photographie | Type                                                        | Composition | Construction | Transformation | Retrait du service | Effectif | Commentaire | Préservation |
| ------------ | ----------------------------------------------------------- | ----------- | ------------ | -------------- | ------------------ | -------- | --- | ------------ |
|              | AM 35 "postale" 221.801 à 808 puis 951 à 958 puis 001 à 008 | 2 caisses   | 1935         | 1967           | 1988               | 8        | composition réduite à deux caisses (Elles comportaient 4 voire 6 caisses en configuration voyageur). Un tiers de l'espace réservé pour les opérations de tri, mais cette possibilité sera abandonnée progressivement au cours des années 1970. | 1            |
|              | AM 54 "postale" (960 à 975)                                 | 2 caisses   | 1954         | 1988           | 2003               | 15       | En raison de la mécanisation du tri, il n'est plus prévu d'espace pour trier à bord. |              |

## Autorails
| Photographie | Série | ex Type avant 1971 | Mise en service | Retrait | Vitesse max (km/h) | Nombre de voitures | Construction | État       | Effectif | Puissance | Vitesse maximale | Commentaire                                                  |
| ------------ | ----- | ------------------ | --------------- | ------- | ------------------ | ------------------ | ------------ | ---------- | -------- | --------- | ---------------- | ------------------------------------------------------------ |
|              | AR 41 | -                  | 2000            | >       | 120                | 2                  | Alstom       | En service | 93/96    | 970 kW    | 120 km/h         | Seul type d'autorail encore en service commercial à la SNCB. |

| Photographie | Série  | ex Type avant 1971 | Mise en service | Retrait        | Vitesse max (km/h) | Nombre de voitures | Construction | État       | Effectif | Puissance | Commentaire                                                                                |
| ------------ | ------ | ------------------ | --------------- | -------------- | ------------------ | ------------------ | --- | ---------- | -------- | --- | ------------------------------------------------------------------------------------------ |
|              |        | 500                | 1930            | 1945           | 80                 | 1                  | Sentinel (GB) (en)                                                                                                   | Radiés     | 0/3      | 75 kW | autorail à vapeur                                                                          |
|              |        | 501                | 1933            | 1945           | 70                 | 1                  | Birmingham Locomotive Co.                                                                                            | Radiés     | 0/1      | 130 kW | autorail à vapeur                                                                          |
|              |        | 502                | 1936            | 1945           | 90                 | 1                  | Métallurgique (Nivelles)                                                                                             | Radiés     | 0/1      | 180 kW | autorail à vapeur (deux bogies moteurs)                                                    |
|              | ES 300 | 551                | 1939            | 1951           | 58                 | 1                  | Brossel AC Malines                                                                                                   | Radiés     | 4/56     | 87 kW | autorail diesel léger (transformation de 12 exemplaires en autorail caténaire ES 300)      |
|              |        | 552                | 1939            | ?1951?         | 56                 | 1                  | Ateliers Germain | Radiés     | 0/6      | 87 kW | autorail diesel léger                                                                      |
|              | 49     | 553                | 1941-42         | 1971           | 66                 | 1                  | Ateliers Germain | Radiés     | 2/50     | 133 kW | autorail diesel léger                                                                      |
| sans cadre   | 46     | 554                | 1952            | 1994           | 80                 | 1                  | Ragheno | Radiés     | 12/20    | 166 kW | autorail diesel léger. Nombreux exemplaires préservés sur les chemins de fer touristiques. |
|              |        | 600                | 1930            | 1955           | 65                 | 1                  | EVA/Wismar Berlin | Radiés     | 0/3      | 130 kW | dérivés des VT 853 à 871 de la Deutsche Reischbahn                                         |
|              |        | 601                | 1933            | 1962           | 80                 | ?                  | La Brugeoise, Nicaise et Delcuve                                                                                     | Radiés     | 0/14     | 175 kW |                                                                                            |
|              |        | 60x                | 1934            | 1946           | 80 90              | 1                  | La Brugeoise Nicaise et Delcuve Ateliers de la Dyle Usines de Braine-le-Comte Baume et Marpent FUF - Haine-St-Pierre | Radiés     | 0/5      | 150 à 240 kW                                                                                                   | autorails diesel prototypes 1 exemplaire de chaque types (602/603/605/606/607)             |
|              |        | 604                | 1934            | 1946           | 70                 | 1                  | Ganz (Budapest) | Radiés     | 0/5      | 87 kW |                                                                                            |
|              |        | 608                | 1939            | 1967           | 126                | 1                  | FUF - Haine-St-Pierre                                                                                                | Radiés     | 1/6      | 270 kW | autorail diesel rapide.                                                                    |
|              |        | 620                | 1939            | 1968           | 135                | 2                  | Braine-le-Comte | Radiés     | 0/12     | 540 kW | ex type 652.1 transmission mécanique. caisses articulées.                                  |
|              |        | 65x                | 1932 1934       | 1945 1956 1958 | 80 90 130          | 1                  | DEVA / Atlas(Suède) La Brugeoise, Nicaise et Delcuve                                                                 | Radiés     | 0/3      | 147 kW 150 kW 410 kW                                                                                           | autorails diesel-électrique prototype Type 652 : 2 caisses articulées.                     |
|              |        | 653                | 1936            | ?              | 120                | 3                  | La Brugeoise, Nicaise et Delcuve                                                                                     | Radiés     | 0/4      | 300 kW | autorail diesel-électrique rapide. deux (bogies) moteurs.                                  |
|              |        | 654                | 1936            | 1966           | 135                | 3                  | Baume et Marpent | Radiés     | 0/3      | 540 kW | autorail diesel-électrique rapide                                                          |
|              |        | 655                | 1939            | 1965           | 150                | 2                  | Baume et Marpent | Radiés     | 0/1      | 670 kW | autorail diesel-électrique                                                                 |
|              |        | 656                | 1939            | 1945           | 140                | 2                  | Baume et Marpent | Radiés     | 0/1      | 300 kW | autorail diesel-électrique prototype                                                       |
|              |        | 670                | 1939            | 1966           | 155                | 3                  | La Brugeoise, Nicaise et Delcuve Anglo-Franco-Belge (La Croyère)                                                     | Radiés     | 0/6      | 900 kW | autorail diesel-hydraulique                                                                |
|              | 40     | 630                | 1957            | ?              | 100                | 2+F                | AC. Malines | Radiés     | 2/7      | 800 kW | autorail diesel-hydraulique. 2 voitures et une motrice-fourgon                             |
|              | 42     | 602²               | 1954            | 1994           | 90                 | 1                  | Ateliers Germain | Radiés     | 0/6      | 400 kW | sous-série spécialisée à la desserte de l'aéroport. remise au type 43 en 1971              |
| 43 ES 400    | 603²   | 1954               | 1994            | 90             | 1                  | Ateliers Germain   | Radiés | 2+5/30     | 400 kW   | 11 exemplaires transformés en ES 400 dont 5 toujours en service. 4301-30. Les 4201-06 prende les Nos 4331-4336 |                                                                                            |
| 44           | 604²   | 1954               | 2001            | 80             | 1                  | Ateliers Germain   | Radiés | 2/10       | 356 kW   | |                                                                                            |
| 45           | 605²   | 1954               | 2001            | 80             | 1                  | Ateliers Germain   | Radiés | 2/10       | 356 kW   | |                                                                                            |
|              | ES 100 |                    |                 |                |                    | 1                  | AC Malines | Radiés     |          | | (autorail du service caténaire)                                                            |
|              | ES 200 |                    |                 |                |                    | 1                  | | Radiés     |          | | (autorail du service caténaire)                                                            |
|              | ES 500 |                    |                 |                |                    | 1                  | Matissa(?) | En service | 15/15    | | (autorail du service caténaire)                                                            |

## Trains électriques à grande vitesse
| Photographie | Type           | Composition                                                   | Construction | Effectif | Utilisé par | Commentaire  |
| ------------ | -------------- | ------------------------------------------------------------- | ------------ | -------- | ----------- | ------------ |
|              | TGV PBKA       | HL + 8 voitures + HL                                          | (1997-?)     | 7        | Eurostar    | 4301-4307    |
|              | TMST           | HL + 18 voitures + HL                                         | (1992-1994)  | 4        | Eurostar    | 3101-3108    |
|              | ETR 700 (V250) | AM de 8 voitures dont 4 motorisées (BB+22+BB+22 +22+BB+22+BB) | 2006-2009    | 9        | SNCB-NS     | Hors service |

## Locomotives

### Locomotives électrique

#### Locomotives électriques polytensions
| Photographie | Série       | Construction                       | Effectif (En service /Total) | Puissance | Tensions (V)                              | Vitesse maximale | Commentaire |
| ------------ | ----------- | ---------------------------------- | ---------------------------- | --------- | ----------------------------------------- | ---------------- | --- |
|              | Série 11    | BN/ACEC (1985-1986)                | 0/12                         | 3130 kW   | 3000⎓, 1500⎓                              | 140 km/h         | 11 locomotives ferraillées et 1 préservée ( 1187 ) |
|              | Série 12    | BN/ACEC (1986-1987)                | 0/12                         | 3130 kW   | 3000⎓, 25000~                             | 160 km/h         | 12 locomotives vendues |
|              | Série 13    | Alstom (1997-2001)                 | 14/15                        | 5200 kW   | 3000⎓, 25000~                             | 200 km/h         | |
|              | Série 28/29 | Bombardier Transport (2007 - 2010) | 28: 43/43                    | 5 600 kW  | 28: 3000⎓, 1500⎓                          | 140–160 km/h     | pris en location chez Alpha Trains (ex Angel Trains Intl) pour la période 2007-2017 mais propriété de la sncb actuellement                                                 |
|              | Série 28/29 | Bombardier Transport (2007 - 2010) | 29: 0/5                      | 5 600 kW  | 29: 3000⎓, 25000~                         | 140–160 km/h     | pris en location chez Alpha Trains (ex Angel Trains Intl) pour la période 2007-2017 mais propriété de la sncb actuellement                                                 |
|              | Série 18/19 | Siemens AG (2009-2012)             | 18: 96/96                    | 6000 kW   | 3000⎓, 25000~                             | 200 km/h         | Les Types 18 sont équipées d'un attelage à vis Les Types 19 sont équipées d'un attelage Georg Fischer (GF) d'un côté et d'un à vis de l'autre Locomotive dite EuroSprinter |
|              | Série 18/19 | Siemens AG (2009-2012)             | 19: 24/24                    | 6000 kW   | 3000⎓, 25000~                             | 200 km/h         | Les Types 18 sont équipées d'un attelage à vis Les Types 19 sont équipées d'un attelage Georg Fischer (GF) d'un côté et d'un à vis de l'autre Locomotive dite EuroSprinter |
|              | 17          | Alstom (2026 - ... )               | 50 prévues - 24 commandées   |           | ~ 25 kV 50 hz ~ 15 kV = 3.000 V = 1.500 V | 200 km/h         | Apte à rouler en Belgique, Pays-Bas, Allemagne et Grand Duché du Luxembourg ainsi que sur les LGV 2, 3 et 4. (dotées de l'ETCS de niveau 2 et des equipements nécessaire). |

| Photographie | Série      | Construction        | Effectif (Conservé/Total) | Retrait | Puissance | Tensions (V)                 | Commentaire                                                                     |
| ------------ | ---------- | ------------------- | ------------------------- | ------- | --------- | ---------------------------- | ------------------------------------------------------------------------------- |
|              | Série 15   | BN/ACEC (1962)      | 2/5                       | 2004    | 2620 kW   | 3000⎓, 1500⎓, 25000~         | (ex type 150)                                                                   |
|              | Série 16   | BN/ACEC (1966)      | 2/8                       | 2009    | 2780 kW   | 3000⎓, 1500⎓, 15000~, 25000~ | (ex type 160)                                                                   |
|              | Série 18   | Alsthom (1973)      | 1/6                       | 1999    | 4320 kW   | 3000⎓, 1500⎓, 15000~, 25000~ | La dernière est gardée au PFT de Saint-Ghislain                                 |
|              | Série 25.5 | BN/ACEC (1960-1973) | 1/8                       | 2008    | 1740 kW   | 3000⎓, 1500⎓                 | (transformation de 8 motrices prélevées dans l'effectif de la série 25 en 1973) |

Notons également l'éphémère Série 19 prototype, banc d'essai entre 1993 et 1994 de la traction asynchrone et des thyristor GTO constitué par la transformation de la motrice 2130 qui devint pour l'occasion bitension (3000⎓ et 25000~ volts). Le résultat de cette phase de test fut le cahier de charge qui donna lieu à la commande de la Série 13.

#### Locomotive électrique Monotensions (3 000 V)
| Photographie | Série    | Construction        | Effectif (En service /Total) | Puissance | Vitesse maximale | Commentaire |
| ------------ | -------- | ------------------- | ---------------------------- | --------- | ---------------- | ----------- |
|              | Série 21 | BN/ACEC (1983-1985) | 9/60                         | 3130 kW   | 160 km/h         |             |
|              | Série 27 | BN/ACEC (1981-1982) | 19/60                        | 4150 kW   | 160 km/h         |             |

| Photographie | Série    | Construction                                                 | Effectif (Conservé/Total) | Retrait    | Puissance | Commentaire |
| ------------ | -------- | ------------------------------------------------------------ | ------------------------- | ---------- | --------- | --- |
|              | Série 20 | BN/ACEC (1975 et 1977)                                       | 3/25                      | 31/12/2013 | 5130 kW   | (type CoCo). La 2005, remise en livrée verte d'origine, est exposée au "Musée du Chemin de fer à vapeur de Treignes". |
|              | Série 22 | Constructions Ferroviaires et Métalliques (future BN) (1954) | 1/50                      | 2009       | 1740 kW   | (ex type 122) |
|              | Série 23 | BN/ACEC (1955)                                               | 2/83                      | 2012       | 1740 kW   | |
| sans cadre   | Série 25 | BN/ACEC (1960)                                               | 0/22-8                    | 2009       | 1740 kW   | (ex type 125 - 8 exemplaires furent transformés en série 25.5 en 1973)                                                |
|              | Série 26 | BN/ACEC (1964-1971)                                          | 1/35                      | 2012       | 2590 kW   | (ex type 126) |
|              | Série 28 | Baume & Marpent/ACEC (1949)                                  | 1/3                       | 1996       | 1985 kW   | (ex type 120) |
|              | Série 29 | Baume & Marpent/ACEC (1949)                                  | 2/20                      | 1983       | 1474 kW   | (ex type 101). La 101.012 (ex-2912) est exposée au "Musée du chemin de Fer à vapeur de Treignes".                     |

Deux autres séries prototypes ont existé à la SNCB
- le type 121, construit à 3 exemplaires par les Forges, Usines et Fonderies de Haine-Saint-Pierre sous licence Suisse (SLM Winterthur / Brown Boveri) ont été commandées dans l'immédiat après guerre. Livrées en 1949-50, elles furent déjà retirées du service en 1967.
- La motrice 2401 fut un prototype issu de l'adaptation en 1959 de la motrice 2383 en vue de l'étude d'une nouvelle génération de motrices électriques (série 16 et 20). Elle fut remise au type en 1974 après avoir notamment porté un nez aérodynamique visant notamment à stabiliser le comportement des pantographes à haute vitesse. Ceci contribua à établir le record de vitesse de ce prototype à 206 km/h.

### Locomotives Diesel

#### Locomotives en fonction
| Photographie | Série       | Construction        | Effectif (En service /Total) | Puissance | Commentaire |
| ------------ | ----------- | ------------------- | ---------------------------- | --------- | --- |
|              | Série 55    | BN (1961-1962)      | 6/42                         | 1 360 kW  | (ex type 205) Depuis 2010, seules les machines affectées à la remorque des trains de travaux (qui n'ont pas atteint leur limite de révision) ainsi que les motrices aptes au dépannage des trains à grande vitesse sont encore en activité.                                    |
|              | Série 62/63 | BN (1961-1966)      | 82/136                       | 1 030 kW  | (ex type 212). Depuis 2004, seules les machines affectées à Infrabel ainsi que les motrices aptes au dépannage des trains à grande vitesse sont encore en activité. Infrabel rénove actuellement de nombreuses machines de la série 62/63. L'ETCS est en cours d'homologation. |
|              | Série 77/78 | Vossloh (1999-2006) | 170/170                      | 1 150 kW  | Mixte (Ligne et Manœuvre) |

#### Locomotives retirées du service
| Photographie | Série            | Construction                            | Effectif (Conservé/Total) | Retrait   | Puissance | Commentaire |
| ------------ | ---------------- | --------------------------------------- | ------------------------- | --------- | --------- | --- |
|              | Série 51         | Cockerill (1961-1963)                   | 6/93                      | 2003      | 1 450 kW  | (ex type 200 -Une série de motrices est en service auprès d'opérateurs de travaux ferroviaires italiens). |
|              | Série 52         | AFB (1955)                              | 2/17                      | 2002-2008 | 1 265 kW  | (ex type 202) |
|              | Série 53         | AFB (1955)                              | 1/20                      | 2002-2008 | 1 265 kW  | (ex type 203) |
|              | Série 54         | AFB (1957)                              | 1/8                       | 2002-2008 | 1 350 kW  | (ex type 204) |
|              | Série 59         | Baume & Marpent / Cockerill (1954-1955) | 7/55                      | 2002      | 1 275 kW  | (ex type 201) |
|              | Série 60/61      | Cockerill (1964-1965)                   | 7/106                     | 2002      | 1 020 kW  | (ex type 210) |
|              | Série 64         | Cockerill (1962)                        | 1/6                       | 1983      | 1 020 kW  | (ex type 211 - série de 6 locomotives prototypes à transmission hydraulique, choix abandonné par la suite). |
|              | Série 65 puis 75 | BN (1965)                               | 0/6                       | 2001      | 1 035 kW  | (ex type 213 - locomotives prototypes à transmission hydraulique, 7501 fortement accidentée et radiée, 7502-7506 revendus à l'Italie après avoir assuré des manœuvres dans le port d'Anvers à partir de 1982).                                |
|              | Série 66 puis 71 | ABR (1962)                              | 0/3                       | 1997      | 750 kW    | (ex type 222 - locomotives prototypes à transmission hydraulique, reconstruites en 1980 et reclassées dans la série 71. 2 exemplaires ont été vendus à une société italienne de travaux ferroviaires 'Construzioni Linee Ferroviarie' (CLF)). |

- Dans la logique de numérotation de la SNCB, les séries 5X sont des locomotives de ligne puissantes (plus de 1 200 kW) et lourdes, disposant de six essieux et les séries 6X des locomotives plutôt légères (à 4 essieux), la série 59 échappant quelque peu à cette logique avec ses quatre essieux.
- Le prototype 5001 a permis de tester un moteur plus puissant dans la caisse de 5101, à l'initiative du constructeur ABC (Anglo Belgian Company) en 1972. Ce test n'eut pas de lendemain, faute de pouvoir fiabiliser cette machine. La locomotive a été remise au type en 1981.

| Photographie | Série       | Construction                                     | Effectif (Conservé/Total) | Retrait   | Puissance | Commentaire                                                                                               |
| ------------ | ----------- | ------------------------------------------------ | ------------------------- | --------- | --------- | --- |
|              | Série 70    | Baume & Marpent/ACEC (1956)                      | 1/6                       | 2001      | 500 kW    | (ex type 271).                                                                                            |
|              | Série 71    | Baume & Marpent (1956)                           | 1/5                       | 1980      | 550 kW    | (ex type 271).                                                                                            |
|              | Série 72    | BN(1956)                                         | 1/15                      | 1986      | 550 kW    | (ex type 272).                                                                                            |
|              | Série 73/74 | BN/ABR (1965 et 1974)                            | 6/95                      | 2012      | 550 kW    | (ex type 273 - 8 machines sont exploitées par l'opérateur portuaire Rotterdam Rail Feeding en 2008/2010). |
|              | Série 74    | BN (1965)                                        | 10/10                     | 2011      | 550 kW    | (ex type 274). Encore en service dans les ateliers belges mais plus en service en ligne                   |
|              | Série 76    | Allan / Heemaf / Rochet-Schneider (1955 et 1958) | 0/25                      | 2003      | 662 kW    | Motrices rachetées aux NS en 1995 pour terminer la construction des lignes à grande vitesse.              |
|              | Série 80    | BN (1969)                                        | 3/69                      | 2003      | 475 kW    | (ex type 260).                                                                                            |
|              | Série 81    | Cockerill (1961)                                 | 0/3                       | 1972-1980 | 485 kW    | (ex type 261Petite série prototype réalisée par Cockerill).                                               |
|              | Série 82    | BN/ABR (1965 et 1973)                            | 0/75                      | 2002-2010 | 475 kW    | (ex type 262).                                                                                            |
|              | Série 83    | Cockerill (1956)                                 | 2/25                      | 1994      | 400 kW    | (ex type 253).                                                                                            |
|              | Série 84    | ABR/Baume & Marpent (1955 et 1962)               | 3/70                      | 2002      | 475 kW    | (ex type 250 et 251).                                                                                     |
|              | Série 85    | FUF - Haine-Saint-Pierre (1965)                  | 1/25                      | 2002      | 400 kW    | (ex type 252).                                                                                            |

Dans la logique de numérotation de la SNCB, les séries 7X sont des locomotives de manœuvre puissantes (plus de 500 kW) et les séries 8X des locomotives plus légères. Certains engins de traction de puissance encore moins élevée sont appelés locotracteurs (cf. infra) et classés dans les séries 9X.

### Locomotive à vapeur
La liste ci-dessous reprend essentiellement le matériel à vapeur belge préservé.
| Photographie | Série          | Construction | Effectif (Conservé/Total) | Retrait | Puissance | Commentaire |
| ------------ | -------------- | ------------ | ------------------------- | ------- | --- | --- |
|              | Type De Ridder | 1842         | 1/9                       | 1890    | ? | La locomotive à 3 essieux (1-1-1) et écartement étroit de 1,15 m Pays de Waes est la plus ancienne machine belge conservé (L'Eléphant et la Flèche sont des reproductions de deux des trois premières machines du pays). |
|              | Type 1         | 1935         | 1/35                      | 1962    | 2500 CV | La 1.002 est préservée par la SNCB. Remise en état de marche en 1987, Elle a recirculé une dizaine d'années et est désormais exposée (avariée) au musée du train du CFV3V à Treignes.                                    |
|              | Type 7         | 1921-23      | 1/75                      | 1954-62 | 1600 CV | La 7.039 est préservée en état de présentation par la SNCB. |
|              | Type 10        | 1912-14      | 1/58                      | 1962    | 1950-2250 CV | La 10.018 est préservée par la SNCB. Remise en état cosmétique en 2013, non fonctionnelle (fissures aux roues et bielles) en vue de son exposition au musée Train World.                                                 |
|              | Type 12        | 1939         | 1/6                       | 1962    | 2260 CV | La 12.004 est préservée par la SNCB. Remise en état de marche en 1985, avariée dès 1988. Remise en état de présentation en 2013 en vue de son exposition au musée Train World.                                           |
|              | Type 16        | 1907-13      | 1/78                      | 1964    | 980 CV | La 16.042 est préservée par la SNCB, mais, en pratique, elle est exposée au "Musée du Chemin de Fer à Vapeur de Treignes" (CFV3V).                                                                                       |
| Type 18      | 1902-05        | 1/134        | ?                         | 1949    | La 18.051 est préservée par la SNCB. Longtemps en livrée mauve "train royal", La SNCB prévoit sa remise en état de présentation et livrée "chocolat" qu'elle portait à sa livraison en vue de son exposition au musée Train World. | |
|              | Type 64        | 1908         | 2/168+1                   | 1965    | 1160 CV | 64.045 préservée par la SNCB, 64.169 est une locomotive venant de Roumanie, restaurée et repeinte en livrée belge par le PFT                                                                                             |
|              | Type 26        | 1945         | 1/100+1                   | 196x    | 1600 CV | Il s'agit de KriegsLok KDL1 (BR52). 26.101 est une locomotive polonaise, repeinte en livrée belge (en attente de restauration) par le PFT                                                                                |
|              | Type 29        | 1945         | 1/300                     | 196x    | | 29.013 préservée et restaurée par la SNCB. Un autre exemplaire (29.164, transformé en générateur de fumée) est également conservé, en très mauvais état.                                                                 |
|              | Type 41        | 1905-14      | 1/307                     | 1959    | 1000 CV | La 41.195 est en attente d'une restauration complète par le Stoomcentrum Maldegem. |
|              | Type 44        | 1902-09      | 1/502                     | 1949    | 900 CV | La 44.225 est préservée par la SNCB, en état de présentation. |
|              | Type 51        | 1866-04      | 1/370                     | 1961    | ? | La 1152 (numérotation État Belge) est préservée par la SNCB, en état de présentation, et destinée à Train World. |
|              | Type 53        | 1904-27      | 1/437                     | 1961    | ? | La 5620 (type 53) (numérotation État Belge) est préservée par la SNCB, en état de présentation au musée du train du CFV3V à Treignes.                                                                                    |

### Locotracteurs
Tous ont été retirés du service; seuls quelques "90/91" sont utilisés pour certaines manœuvres.
| Photographie | Série       | Construction | Retrait   | Effectif | Puissance | Commentaire     |
| ------------ | ----------- | ------------ | --------- | -------- | --------- | --------------- |
|              | Série 90/91 |              | 2003      | 5        |           | (ex type 230.0) |
|              | Série 92    | 1960         | 1990-1996 | 0/25     | 255 kW    | (ex type 232)   |
|              | Série 99    |              |           |          |           |                 |

## Voitures passagers

### En service
Voitures pour trafic intérieur
1. Voitures M4 (∃ HVR)

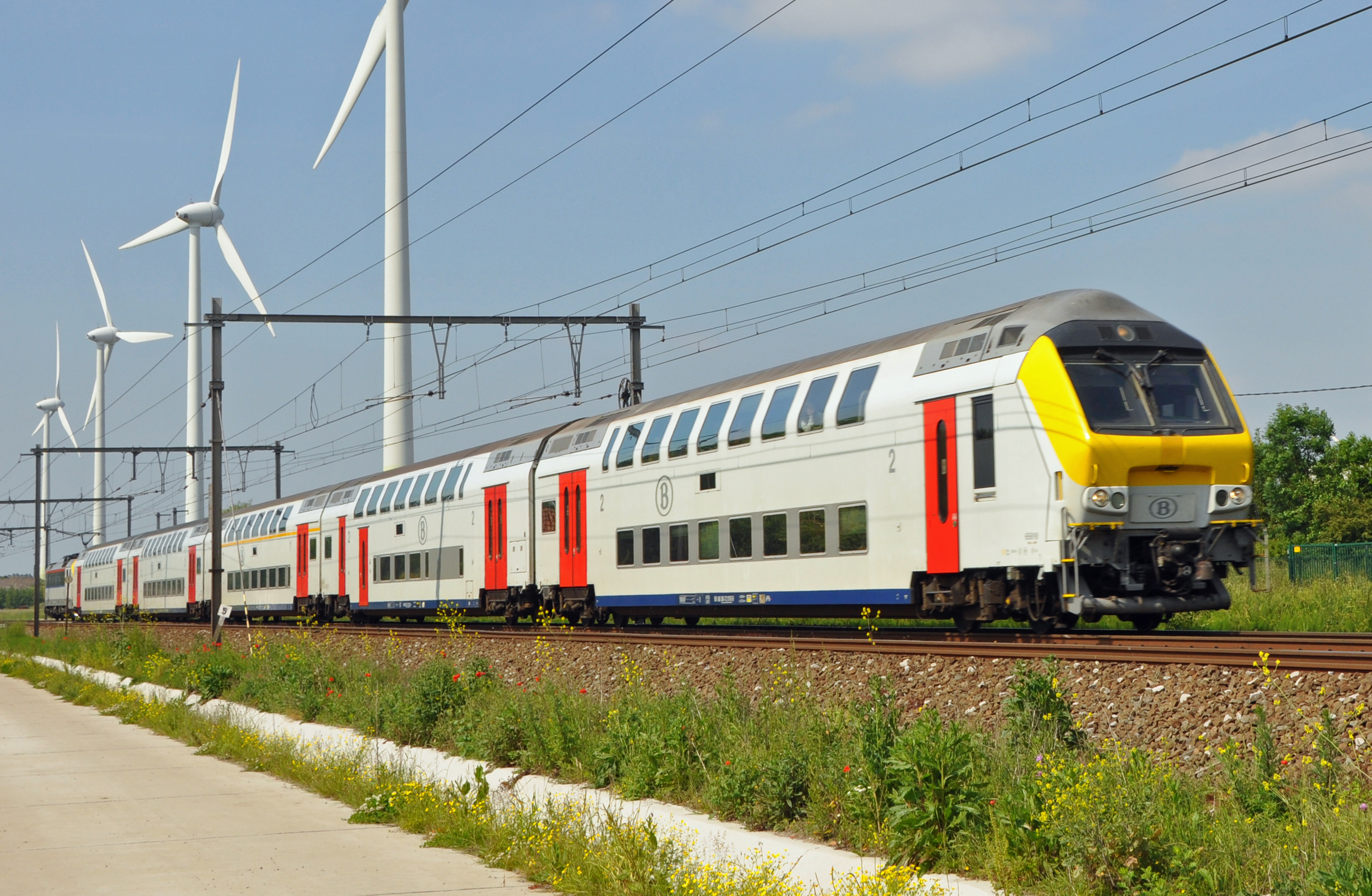
Voitures M6.

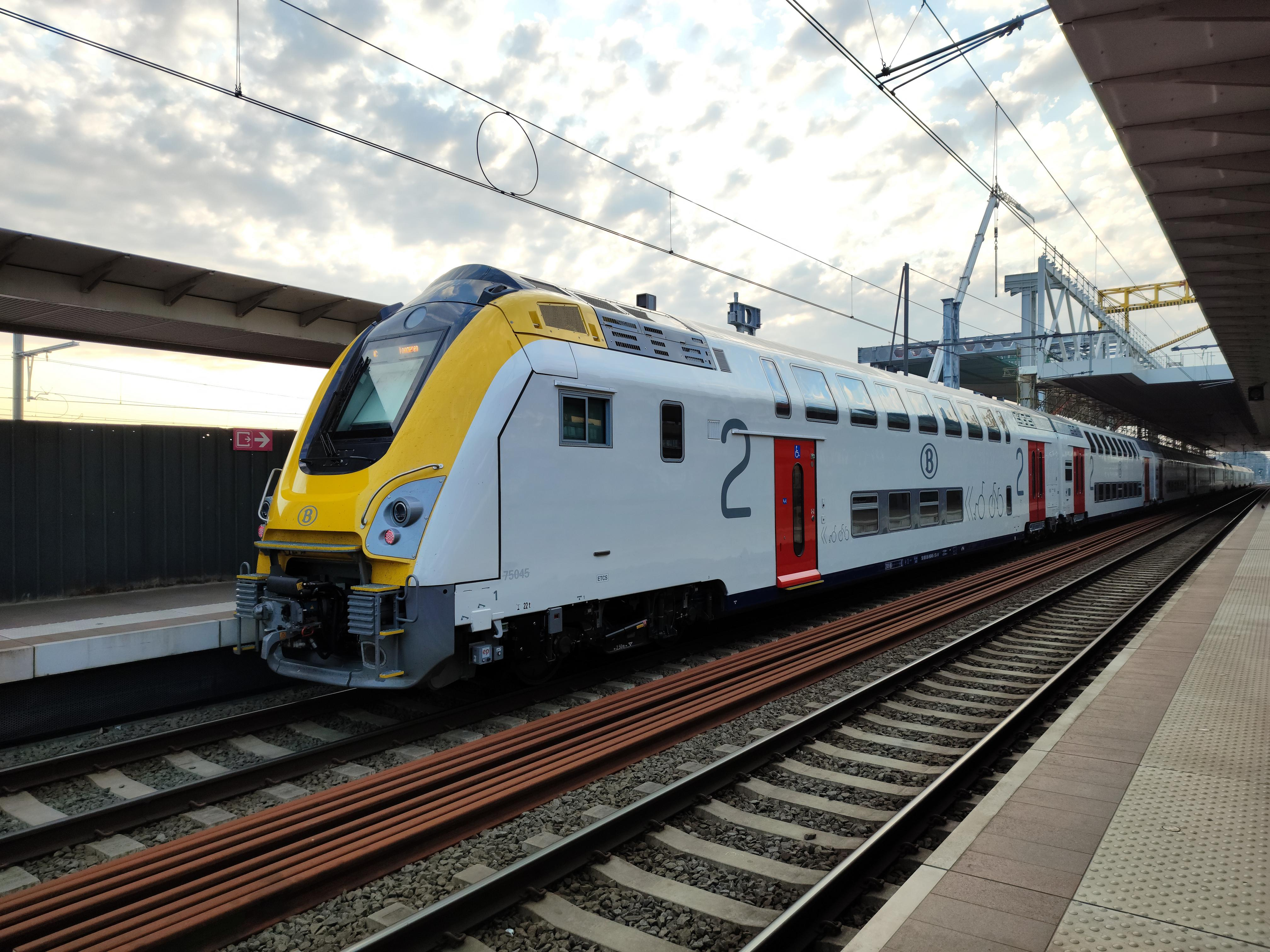
Voiture M7

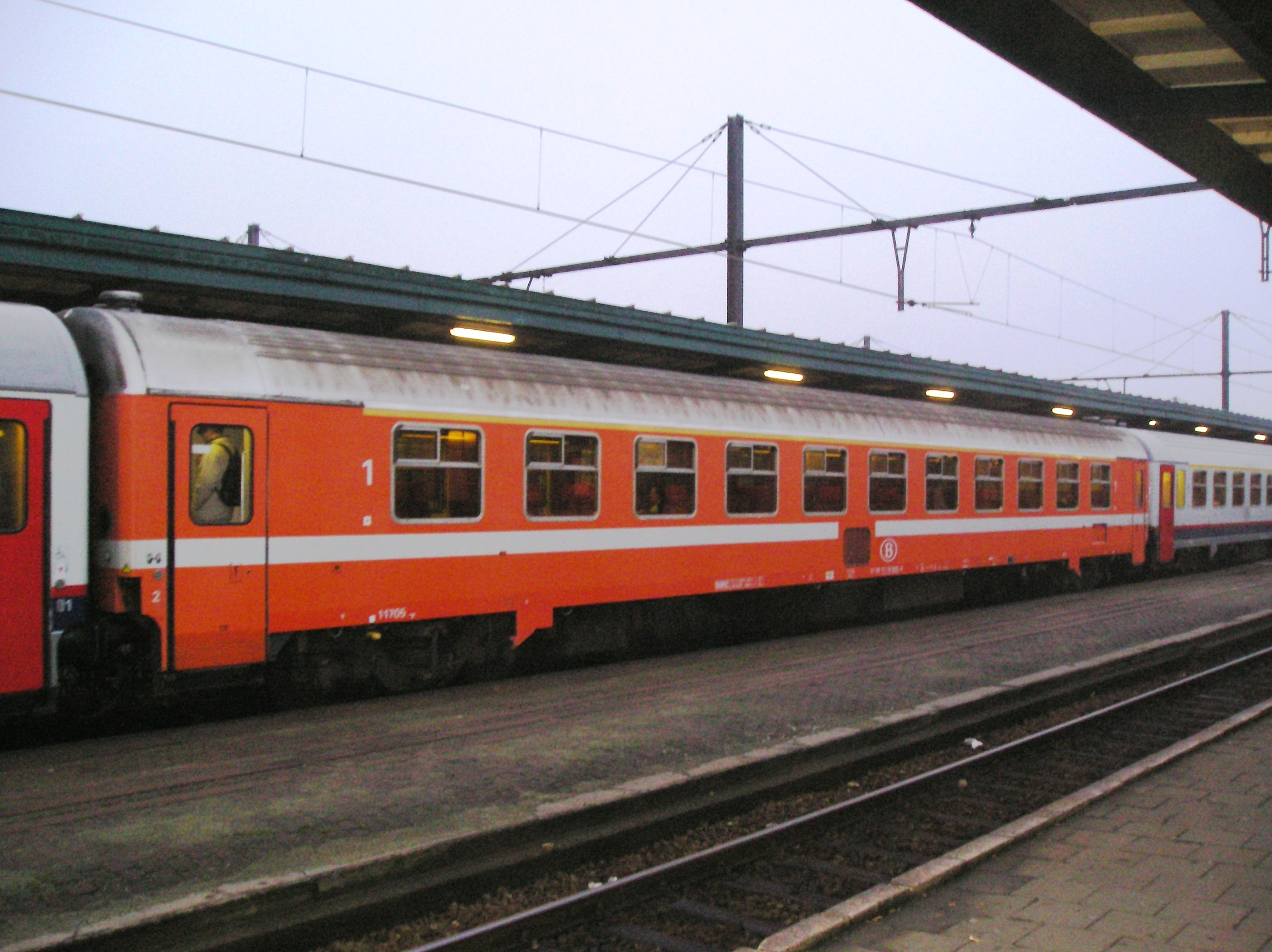
Voiture I10 de 1re classe

2. Voitures M5 (voitures à deux niveaux) (∃ HVR)
3. Voitures M6 (voitures à deux niveaux) (∃ HVR)
4. Voitures M7 (voitures à deux niveaux) (∃ HVR et HVRm (M7 Bmx))

Voitures pour trafic international
1. Voitures I6
2. Voitures I10
3. Voitures I11 (∃ HVR)

Voitures préservées et réaménagées pour les Occasion spéciales
1. Voitures restaurant (voitures-restaurant) ( I10 )
2. Voitures Bar-Disco ( I10 )
3. Ciné/expo ( I10 )

### En commande
Les Voiture M7 poursuite des livraisons et poursuite de la mise en service.
Nouvelle commande d'une nouvelle série de locomotives électriques qui deviendront les futures série 17 de la SNCB.

### Hors service
Voitures pour trafic intérieur
1. Voitures GCI
2. Voitures L
3. Voitures K1 / K2 / K3
4. Voitures K4
5. Voiture Express Nord
6. Voitures M1 (Il existait des HVR)
7. Voitures M2 (Il existait des HVR)
8. Voitures M3

Voitures pour trafic international
1. Voitures I1
2. Voitures I2
3. Voitures I3
4. Voitures I4
5. Voitures I5 (voitures-couchettes)
6. Voitures M (voitures-lits)
7. Voitures MU (voitures-lits)
8. Voitures T2 (voitures-lits)
9. Voitures AB30 (voitures-lits, Inox)
10. Voiture TEE PBA, cédées à la SNCF, dont certaines ont été revendues aux chemins de fer cubains, pour composer le train nocturne La Havane-Santiago de Cuba, train surnommé" el tren Frances", à Cuba[7].

- Certaines voitures radiées ont été revendues à la chaine de restaurants "Crocodile", qui les a transformées en voitures restaurants, mais non roulantes.

## Fourgons et wagons
- Fourgons DMS (fourgons à bagages)
- Porte-autos DDM (wagons porte-autos pour trains auto-couchettes)
- Fourgon générateur

## Wagons

### Wagons plats
1. ks
2. lgs
3. lgnss
4. remms
5. rgps
6. res
7. rils
8. rs
9. shmms
10. shimms
11. sgs

### Wagons fermés
- hbillns

### Wagons tombereaux
1. eaos
2. fals
3. falns
4. tads
5. taems

### Wagons à usages spéciaux
- trains de relevage
- grues
- FO